# Rothonay
Rothonay település Franciaországban, Jura megyében. Lakosainak száma 132 fő (2022. január 1.). Rothonay La Chailleuse, Augisey, Beffia, Chavéria, Cressia, Nancuise és Pimorin községekkel határos.

## Népesség
A település népessége az elmúlt években az alábbi módon változott:
| Lakosok száma | 169  | 132  | 123  | 120  | 130  | 131  | 135  | 138  | 139  | 132  |
|               | 1968 | 1982 | 1990 | 2006 | 2013 | 2015 | 2017 | 2019 | 2020 | 2022 |